# توکسوک بی (آلاسکا)
توکسوک بی (به انگلیسی: Toksook Bay) شهری در ناحیه سرشماری بتل ایالت آلاسکا است که جمعیت آن در سرشماری سال ۲۰۰۰ میلادی ۵۳۲ نفر بوده‌است.